# Camarate
Cet article concerne la commune. Pour le film, voir Camarate (film).
Camarate est une freguesia portugaise dans la municipalité de Loures, située au nord de Lisbonne. 
Sa superficie est de 5,17 km2  et la paroisse comptait 18 822 habitants en 2001. La freguesia a été créée le 1er mai 1511 par un décret royal d’Emmanuel Ier. 
Camarate est devenue tristement célèbre pour avoir été le lieu de l’accident d’aviation (ou possible attentat) qui a tué le Premier ministre Francisco Sá Carneiro em 1980.